# Aspasis
Els aspasis (en llatí: aspasii, en grec antic: Ἀσπάσιοι) eren membres d'una de les tribus del nord-est de Pèrsia sotmesos per Alexandre el Gran el 327 aC, que vivien a la regió de Gandhara, a la vora del riu avui anomenat Kameh (Lagman i Badjaur) al riu Kunar. El seu nom volia dir «els que tenen bons cavalls», segons diu Estrabó. i les seves ciutats eren Gordiala i Arigeon; els seus establiments eren sempre propers als rius i en turons de fàcil defensa. Podrien ser els Asvaka del Mahabharata.
Al seu darrere vivien els gureus, vora el riu Pandkora i els Assacans o assacens que Estrabó anomena astacens o astacenis, i que clarament eren un poble diferent. Els aspasis i els seus veïns vivien en poblats i utilitzaven els turons com a refugi. Eren segurament els anomenats col·lectivament con gandares (gandhala) per l'edicte d'Asoka.